# Strephonema sericeum
Strephonema sericeum är en tvåhjärtbladig växtart som beskrevs av Joseph Dalton Hooker. Strephonema sericeum ingår i släktet Strephonema och familjen Combretaceae. Inga underarter finns listade i Catalogue of Life.